# Johann Julius Seidel
Johann Julius Seidel (Breslau, avui Wrocław, 1810 - 1856) fou un organista i compositor alemany.
Va ser organista de l'església de Sant Cristòfor de la seva vila natal i, a banda de diverses composicions, deixà el tractat Die Orgel und ihr Bau (1843) del qual se'n van fer nombroses edicions.